# オウニー・マドゥン

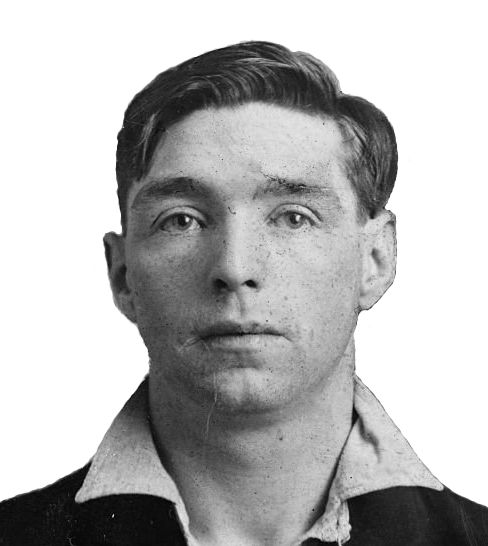
オウニー・マドゥン

オウニー・"ザ・キラー"・マドゥン(Owney "The Killer" Madden、1891年12月18日 - 1965年4月24日)は、アメリカのアイルランド系のギャングスター。ガンファイトの武闘派。禁酒法時代はコットンクラブを経営した。本名オーウェン・ヴィクター・マドゥン(Owen Victor Madden)。イギリスのリーズ出身。

## ストリートギャング
両親と共に職を求めてウィガン、そしてリバプールへ移り住んだ。1902年、前年に先に行った家族を追って渡米、アイルランド移民が多く住むニューヨークのヘルズ・キッチンに定住した。若い頃、兄マーティンと共に地元のストリート・ギャングのひとつゴファー・ギャングに入り、果物行商人を強請った。脅しの武器にベアナックル、ブラックジャック、ピストルを使い、また新聞紙にくるんだ鉛のパイプを多用した。窃盗や武装強盗で50回以上逮捕された。アジトにガサ入れにやって来た警官を殺したが、目撃者が行方不明になり、放免された。
1910年、ゴファーズはリーダーのニューバーグ・ギャラガーが収監されて3派閥に再編され、全体のボスはいなかったが、そのタフで強靭なスタイルのおかげですぐリーダーの1人になった。マドゥン・ギャングとも、縄張りにしていた場所にちなみ10番街ギャングとも呼ばれ、有能なガンマンを雇い入れた。主な稼ぎは地元の商店からの用心棒代で、強盗や金庫破りもやった。選挙時は、アイルランド系政治組織タマニー・ホールから武力サービスを引き受けた。配下の幹部にエディー・イーガン、ビル・タマニー、チック・ハイランドなどがいた。アジトのウィノナ・クラブでは高額の賭け金で賭場を開いた。警官を襲っては奪った制服を着て街を闊歩し、女友達に見せびらかした。1911年に結婚して娘が生まれたが、翌年に家族を捨てた。
1910年代、ライバルギャングのハドソン・ダスターズと派手な抗争に明け暮れた。1911年9月、ダスターズのメンバーを殺害し、逮捕されたが証言者が現れず、放免された。この事件以後オウニー・ザ・キラーと呼ばれた。1912年2月、地元の美人を巡って口論となった恋敵を追いかけて銃殺した。死に際の恋敵がマドゥンの名を告げたため逮捕されたが、目撃者の証言拒否により放免された。1912年11月6日、52丁目のダンスホールの上階にいた時、知らないうちにダスターズの11人に囲まれ、8発の銃弾を浴びた。銃声を聞いた下階の客が駆け付けるとマドゥンが血まみれ姿で横たわっていた。搬送先の病院はマドゥンの体から銃弾を幾つか摘出したが、すべてを取り出すのをあきらめた。医者は助かる見込みはないと言ったが、生き延びた。警察には何もしゃべらず、病院を抜け出して復讐で相手方6人を殺した。
1914年、ダスターズ幹部パッチー・ドイルと恋敵になり、ドイルがマドゥンの違法活動を警察に密告し、また仲間のトニー・ロマネッロを襲ったため、同年11月28日、和解と称してドイルを誘い出して銃殺した。だまし討ちに利用した女仲間が警察に証言したため殺人罪で捕まり20年刑でシンシン刑務所に収監された。刑務所では仲良しになった刑吏のお蔭で葉巻やシルクのシャツが手に入り、ボクシングマッチや野球賭博の幹事になった。

## 禁酒法時代

### 密輸稼業とコットン・クラブ
1923年特赦で出所すると元ギャング仲間のラリー・フェイ（ローレンス・フェイ）のタクシー会社の用心棒となり、タクシー組合のスト破りやカナダ産ラム酒の密輸のガードマンを引き受けた。
1923年12月2日、仲間のジョージ・ディーン・ディマンジら3人でリカーショップに強盗に押し入りウイスキーを強奪したが、使ったキャデラックが特定され捕まった（証拠不在で放免）。
1924年、ディマンジと共にフェニックス醸造所を買収し、自らの名前を冠したマドンズ No.1というブランドの酒を生産、スピークイージー（闇酒場）やナイトクラブに持ち込んで儲けた。その後ビル・ドワイヤーの密輸オペレーションに加わり、フランク・コステロと知り合った。
ハーレム142丁目とレノックス・アヴェニューにあったジャズハウス「クラブデラックス」をジャック・ジョンソン (ボクサー)から買取り、コットン・クラブとして再オープンした。人気音楽家のデューク・エリントンを友人のブー・ブー・ホフに頼みフィラデルフィアからニューヨークに呼び寄せて契約を結ばせた他、多くの人気ジャズメンや歌手を引き抜き、客にヤミ酒を提供して繁盛した。コットン・クラブは1920年代のニューヨークのナイトライフのメッカとなった。ドアマンのチーフはディマンジが務め、店の用心棒にダッチ・シュルツやレッグス・ダイアモンド、"マッド・ドッグ"・コールなど若手ギャングを雇った。のちシュルツが自前の密輸組織を率いてハーレムに進出するとこれに組し、ワキシー・ゴードンやレッグス・ダイアモンドら同業ライバルとハーレムの覇権を争った。
酒場経営で成功すると事業を多角化し、ランドリー業や石炭配送業などを立ち上げた。また、ブロードウェイで劇場の共同オーナーになった。当時ダンサーだったジョージ・ラフトや駆け出し女優のメイ・ウエストの面倒を見た（ウエストとは一説に愛人関係にあった）。闇酒場の経営は、タマニーホールのジミー・ハインズの後ろ盾を得て警察の摘発から免れた。マドゥンと知り合いなら市長と知り合いなのと同じぐらいだと言われるまでになった。同じ頃ラッキー・ルチアーノやその仲間と知り合った。1929年5月、全米ギャングの大集会、アトランティック会議に参加した。

### 1930年代
1931年、密輸ビジネスをやめ、ボクシング興行に進出した。ビル・ダフィやディマンジらプロモーターと提携し、プロモーターとしてプリモ・カルネラやマックス・ベア (ボクサー)などを手掛け八百長試合を仕組んだ。ホットスプリングスに移ってからもボクシング興行に関わり、ロッキー・マルシアノもプロモートしたと言われる。
1931年、イタリア系マフィアを5大ファミリーに再編したラッキー・ルチアーノに、アイルランド系ギャングの代表としてヘルズ・キッチンの縄張りを追認された。
1931年7月、ダッチ・シュルツの元部下でシュルツと抗争していたヴィンセント・コールに仲間のディマンジを誘拐され、身代金に35000ドルを払った。1932年2月、コール抹殺をシュルツと共謀し、公衆電話から脅迫電話をかけてきたコールをマドゥンは引き止め、その間にコールはシュルツの刺客によりマシンガンで殺害された。
1932年、保釈の条件を破ったとして再び収監されたが、1933年6月6日に出所した。コール殺害関与を疑う警察に執拗にマークされたため、1935年にニューヨークを去った。ニューヨークを離れる際、フェニックス醸造所、コットンクラブやストーククラブなど大方の資産を売却処分した。コステロやルチアーノとの交友関係はその後も続き、ルチアーノ仲間のマイヤー・ランスキーとマイアミの競馬場の利権をシェアした。

## ホットスプリングス
アーカンソー州ホットスプリングスに居を構え、地元の郵便族の娘アグネス・デンビーと再婚した。同地で温泉とカジノを備えた『ホテル・アーカンソー』を開き、全国の引退したギャングの世話をした。1936年、トーマス・デューイに追われたルチアーノを一時匿い、弁護士まで用意した。ホットスプリングス市長レオ・パトリック・マクラフリンに賄賂を贈り、八百長競馬など賭博・売春組織を運営した。慈善事業も行い、上院議員ジョン・マクレランをバックアップした。1942年、アメリカ市民権を得て、1940年代は地元の名士として名が通った。毎週金曜アーリントンホテルの理髪屋で髪を整え、温泉に入るのが日課となった。
生涯を通じて豪奢な生活を好み、高価なスーツを身にまとい、複数の女性を引き連れた。若い頃に受けた体中の銃創で生涯苦しんだ。1930年代より当局にマークされており、1960年代前半マクレラン組織犯罪委員会の追及を受けたが、1965年肺気腫で死去した。300万ドルの資産を残した。ホットスプリングスのグリーンウッド墓地に、2001年に100歳で死去した妻アグネスと共に埋葬されている。

## エピソード
- リーズ時代、飼っていた数匹の鳩を、警官が崖の上から偶然転ばせた石のせいで殺された。以来、極度の警官嫌いになった[9]。

- 度重なる被弾で歪んでしまった腸を整えるため特注のコルセットを付けていた[9]。

- 仲間との連絡にアパートの屋上から伝書鳩を飛ばした[15]。コットンクラブなど所有クラブの上階に鳩小屋を作って孤独の慰みにした[5]。無類の鳩好きで、ホットスプリングスに移った後も、自宅の裏庭に鳩小屋を作った[9]。

- 英国訛りの発音のためアイルランド人というより英国人に近く、ゴファーズではアウトサイダーだった。死ぬまでヨークシャー新聞のスポーツ記事の切り抜きを大事に保管していた[16]。

- 俳優ジョージ・ラフトは1920年代、ナイトクラブでダンサーをやる傍ら、マドゥンの密輸組織で働いていた[17]。

## 題材にした作品等
- フランシス・フォード・コッポラの映画「コットンクラブ」でダッチ・シュルツらと共に実名で描かれた（1984年）。

- 作家マイケル・ウォオルシュがマドゥンの半生を描いた伝記小説「And All The Saints」を執筆した（2003年）。

- ボードウォーク・エンパイア 欲望の街シリーズ4作目にマドゥン役フレドリック・レーンで登場する（2013年）。